# Tyga
Майкл Рэй Нгуе́н-Сти́венсон (англ. Michael Ray Nguyen-Stevenson; род. 19 ноября 1989, Комптон, Калифорния), более известный под сценическим именем Tyga — американский рэпер и автор песен. После ряда независимых релизов Tyga подписал контракт с Young Money Entertainment, Cash Money Records и Republic Records в 2008 году. Его дебютный альбом Careless World: Rise of the Last King был выпущен в 2011 году. Вслед за успешным альбомом последовали Hotel California (2013) и Fan of a Fan: The Album (2015) записанный совместно с певцом Крисом Брауном. Из-за разногласий с Young Money следующий альбом Tyga, The Gold Album: 18th Dynasty был выпущен независимо от лейбла 23 июня 2015 года. Альбом, исполнительным продюсером которого выступил Канье Уэст, стал его самым продаваемым альбомом на тот момент, разойдясь тиражом в 5 000 единиц в альбомном эквиваленте за первую неделю.

## Жизнь и карьера
Майкл Нгуен Стивенсон родился и вырос в Комптоне, штат Калифорния. Имеет вьетнамские и ямайские корни.
В 2008 году выпустил свой первый независимый альбом — No Introduction. Песня Diamond Life была использована в играх Need for Speed: Undercover и Madden NFL 09, а также вошла в саундтрек к фильму «Бой без правил».
Tyga выпустил много микстейпов, в числе которых был совместный с Крисом Брауном — Fan Of A Fan. В качестве приглашенных гостей на микстейпе значились Bow Wow, Лил Уэйн, Кевин Макколл. На четыре трека из микстейпа были сняты клипы — G-Shit, Holla At Me, No Bullshit и на песню Deuces (впоследствии ставшая хитом и была включена в треклиста альбома Криса Брауна F.A.M.E.). Deuces была номинирована как Best Rap/Sung Collaboration на 53-й церемонии «Грэмми». Позже Tyga в интервью MTV рассказал, что производство Fan Of A Fan заняло около недели.
В 2009 году принял участие в записи совместного альбома участников лейбла Young Money Entertainment — We Are Young Money.
21 Февраля 2012 года Tyga выпустил второй сольный альбом Careless World: Rise of The Last King. В качестве синглов с альбома были выпущены Far Away, Still Got It и Rack City.
9 октября 2012 года стали известны номинанты на American Music Awards, Tyga был номинирован в номинацию Favorite Rap/Hip-Hop Artist его соперниками были коллеги по лейблу Дрейк и Ники Минаж.
В 2012 году Tyga стал продюсером и режиссёром (вместе с Джастисом Янгом) порнографического фильма Rack City: The XXX Movie, в котором снялись Скин Даймонд, Джада Файер, Айс Ла Фокс, Дейзи Мэри и другие порноактёры. Он также стал автором саундтрека, в который вошли хиты «Rack City», «Faded» и несколько оригинальных песен, и также сыграл роль в фильме не сексуального плана.
На одном из концертов в рамках тура Careless World Tour Tyga заявил о начале работы над следующим альбомом, который будет называться Hotel California.
В 2019 году на канале VH1 вышел 3 сезон сериала Крик— Крик: Воскрешение, в котором Tyga исполнил роль Джамала, брата главного героя.
В марте 2025 года Tyga объявил, что выступит в России на стадионном концерте, после чего, вечером 31 мая того же года, в ЦСКА Арене начал выступление. «Я ценю Россию, здесь все мне показали много любви», — признался музыкант «Известиям». После концерта Tyga отправился в стриптиз-клуб, где с ним познакомился российский Twitch-стример и видеоблогер Бустер.

## Награды и номинации
Премии «Грэмми»
- 2011: Best Rap/Sung Collaboration — Deuces совместно с Крисом Брауном и Кевином Макколом (номинирован)

American Music Awards
- 2012: Favorite Rap/Hip-Hop Artist (номинирован)

## Дискография

### Студийные альбомы
- No Introduction (2008)
- Careless World: Rise of the Last King (2012)
- Hotel California (2013)
- The Gold Album: 18th Dynasty (2015)
- Bitchimtheshit2 (2017)
- Kyoto (2018)
- Legendary (2019)

### Сборники
- We Are Young Money (совместно с Young Money Entertainment) (2009)
- Rich Gang (совместно с Rich Gang) (2013)
- Young Money: Rise of an Empire (совместно с Young Money Entertainment)

### Микстейпы
- Young On Probation (2007)
- No Introduction The Series: April 10 (2008)
- No Introduction The Series: May 10 (2008)
- Slaughter House (2008)
- The Free Album (Hosted by Clinton Sparks) (2009)
- Outraged & Underage (Hosted by DJ Ill Will & DJ Rockstar) (2009)
- The Potential (2009)
- Fan of a Fan (совместно с Крис Браун; Hosted by DJ Ill Will & DJ Rockstar) (2010)
- Well Done (Hosted by DJ Drama) (2010)
- Black Thoughts 2 (Hosted by DJ Ill Will & DJ Rockstar) (2011)
- Well Done 2 (2011)
- #BitchImTheShit (2011)
- Well Done 3 (2012)
- 187 (2012)
- Well Done 4 (2013)
- Fuk Wat They Talkin Bout (2015)
- Rawwest Nigga Alive (2016)
- Buggati Raw (2017)

### Комментарии
1. ↑  Сокращение от Thank You God Always — «Спасибо Богу всегда»